# NGC 5925
NGC 5925 là một cụm sao phân tán trong chòm sao Củ Xích. Nó cách xa hệ Mặt Trời 5.070 năm ánh sáng và được cho là khoảng 316 triệu năm tuổi.